# Damaturu

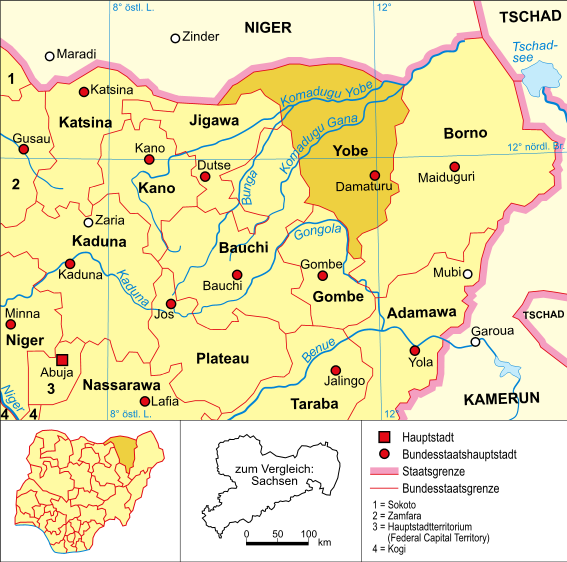
Lage Damaturus in Nordostnigeria

Damaturu ist die Hauptstadt des nigerianischen Bundesstaates Yobe und liegt im Nordosten von Nigeria. Einer Berechnung von 2012 zufolge hat die Stadt 46.371 Einwohner.

## Lage
Damaturu liegt in einem von Savanne bedeckten Gebiet, in dem Hirse, Sorghum und Erdnüsse angebaut werden.

## Verwaltung
Ein Teil Damaturus und seiner Umgebung bilden eine der 17 Local Government Areas (LGA) des Bundesstaates Yobe mit einer Fläche von 2366,33 km². Bei der letzten Volkszählung 1991 hatte die LGA 57.930 Einwohner und damit eine Bevölkerungsdichte von 24 Einwohnern je km². In der Stadt selbst wurden 141.897 Einwohner gezählt.

## Geschichte
Am 4. November 2011 wurde Damaturu Ziel eines Angriffs der islamistischen Terrororganisation Boko Haram. Etwa vier Stunden nachdem sich in der Nachbarstadt Maiduguri vier Selbstmordattentäter gesprengt hatten, wurden in Damaturu mehrere Bomben gezündet und danach Ziele, darunter das Polizeihauptquartier von Kämpfern angegriffen. In dem Stadtteil Jerusalem wurden sechs Kirchen, eine Polizeiwache und eine Werkstatt der Polizei angegriffen. Das Hauptquartier der Polizei wurde vollständig zerstört. Bei den Kämpfen kamen mindestens 150 Personen ums Leben.
An Weihnachten 2011 verübte Boko Haram in Damaturu zwei Anschläge, einer davon ein Selbstmordanschlag auf einen Konvoi des Staatssicherheitsdienstes, wobei vier Menschen einschließlich des Selbstmordattentäters starben.